# Fretterans
Fretterans é uma comuna francesa na região administrativa de Borgonha-Franco-Condado, no departamento Saône-et-Loire. Estende-se por uma área de 10,26 km². Em 2010 a comuna tinha 299 habitantes (densidade: 29,1 hab./km²).